# Jengrästjärnen (Degerfors socken, Västerbotten)
Jengrästjärnen är en sjö i Vindelns kommun i Västerbotten och ingår i Umeälvens huvudavrinningsområde. Sjön har en area på 0,0945 kvadratkilometer och ligger 252,5 meter över havet. Jengrästjärnen ligger i Vindelälven Natura 2000-område. Sjön avvattnas av vattendraget Svartvikbäcken.

## Delavrinningsområde
Jengrästjärnen ingår i det delavrinningsområde (715574-166753) som SMHI kallar för Namn saknas. Medelhöjden är 265 meter över havet och ytan är 1,1 kvadratkilometer. Det finns inga avrinningsområden uppströms utan avrinningsområdet är högsta punkten. Svartvikbäcken som avvattnar avrinningsområdet har biflödesordning 4, vilket innebär att vattnet flödar genom totalt 4 vattendrag innan det når havet efter 138 kilometer. Avrinningsområdet består mestadels av skog (81 procent). Avrinningsområdet har 0,09 kvadratkilometer vattenytor vilket ger det en sjöprocent på 8,5 procent.